# Денотация (лингвистика)
Вижте пояснителната страница за други значения на Денотация.
Денотация от латински denotatum, обозначаемо, е буквалното, речниково значение на дадена дума. Денотативното значение на думата дава информация за това, какво фактически е обозначено с дадената дума, определя класа на обектите. Обикновено денотативното значение се определя в тълковните речници и то е едно и също за всички носители на езика. Например, денотативното значение на думата „луна“ е „небесно тяло, което кръжи около планета“.
Думите могат да имат различен смисъл, да се отнасят до различни неща. Затова е важно да се знае, че смисълът на думите включва двата компонента денотативно значение и конотативно значение.